# Abby Lee Miller

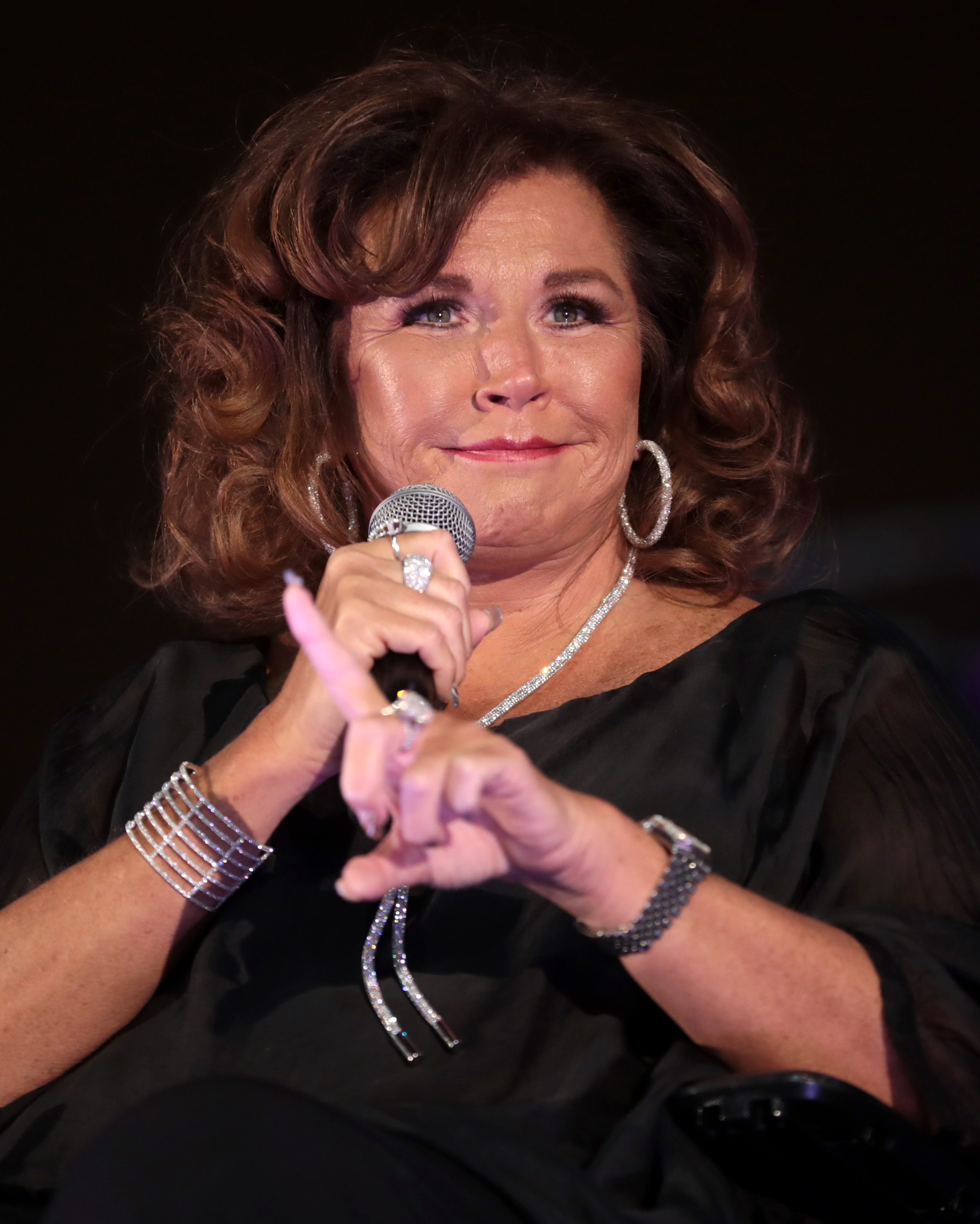
Abby Lee Miller (2022)

Abigale „Abby“ Lee Miller (* 21. September 1965 in Pittsburgh) ist eine US-amerikanische Tanzlehrerin und Choreographin.
Miller erlernte das Tanzen von ihrer Mutter Maryen Lorrain Miller. Sie gründete 1980 die „Abby Lee Dance Company“. Miller wirkte in der Reality-Fernsehserie Dance Moms mit. Aufgrund von Querelen innerhalb des Teams und einer zu erwartenden Haftstrafe verließ sie die Produktion Mitte der 7. Staffel.
Im Alter von 51 Jahren wurde bei Miller das Burkitt-Lymphom diagnostiziert. Im November 2018 wurde bekanntgegeben, dass Miller an der 8. Staffel von Dance Moms arbeitet.